# Rock 'n' Roll Nightmare
Rock 'n' Roll Nightmare es una película de terror canadiense de 1987. Fue dirigida por John Fasano, y protagonizada por estrellas de la música de heavy metal Jon Mikl Thor, Jillian Peri y Teresa Simpson.

## Argumento
Los Tritons son un grupo de Hair metal, que se han convertido en unos seres diabólicos, después de unirse a las fuerzas del mal, para tener fama.

## Reparto
| Actor            | Personaje   |
| ---------------- | ----------- |
| Jon Mikl Thor    | John Triton |
| Jillian Peri     | Lou Anne    |
| Frank Dietz      | Roger Eburt |
| David Lane       | Max         |
| Teresa Simpson   | Randy       |
| Fried Adam Fried | Phil        |
| Denise Dicandia  | Dee Dee     |
| Jim Cirile       | Stig        |
| Liane Abel Dietz | Mary Eburt  |

## Producción
La producción comenzó en 1986 y la película tuvo un presupuesto de 100.000 dólares y fue rodada en 7 días. Originalmente titulada The Edge of Hell, el rodaje se creó para durar 10 días, pero uno de los productores tuvieron que reducir la producción debido a una muerte en la familia. El director utiliza muchos amigos como los actores y la película fue filmada en Vancouver. La película había cambiado el título para ayudar a vender en los mercados.

## Lanzamiento
Se fue directamente a video y ha pasado a convertirse en un clásico de culto. Una edición especial de la película fue lanzada en DVD por Synapse films.